# 포프란: 사라진 X를 찾아서
포프란: 사라진 X를 찾아서(ポプラン, POPRAN)는 일본에서 제작된 우에다 신이치로 감독의 2022년 코미디 영화이다. 미나가와 요지 등이 주연으로 출연하였다.

## 출연

### 주연
- 미나가와 요지
- 슈하마 하루미